# Pureza Lopes Loyola
Pureza Lopes Loyola (Presidente Juscelino, Maranhão, Brasil)es una activista brasileña de derechos humanos reconocida internacionalmente por su lucha contra la esclavitud moderna y la trata de personas.En 1997, recibió el premio contra la esclavitud de la sociedad británica Anti-Slavery International. En 2023, fue galardonada con el Human Trafficking Report Hero Award por el Departamento de Estado de Estados Unidos.La historia de la activista fue retratada en la película brasileña Pureza, protagonizada por la actriz Dira Paes.